# Birgitta Langhammer
Margareta Birgitta Langhammer, född 28 juli 1952 i Klara församling i Stockholm, är en svensk-norsk sjukgymnast och professor.
Birgitta Langhammer är dotter till fotografen Björn Langhammer och hans första hustru Norma, ogift Ertbom, samt halvsyster till judoutövaren Niki Langhammer och kusin till skådespelaren Ia Langhammer. Hon har bland annat verkat i Schweiz. 2007 disputerade hon på avhandlingen Physiotherapy after stroke – a lifetime endevour vid Universitetet i Oslo och är numera professor vid Högskolan i Oslo.